# Carmen Gaina
Carmen Gaina  este o geofiziciană al cărei obiectiv al cercetării este de a studia evoluția globală a regiunii oceanice.. Este originarä din România și a absolvit Universitatea din București.
Este implicată în elaborarea de mari seturi de date geofizice (Proiectul de Cartografiere Circum-Arctic, parte (CAMP-GM) din noua World Digital Magnetic Anomaly Map (WDMAM)). Este liderul echipei de la Centrul de Geodinamică al Norwegian Geological Survey⁠(d). Este membră a Academiei norvegiene de Științe și Litere⁠(d).
Centrul de Geodinamică are un rol important în studiile de reconstrucție a plăcilor terestre folosind simulări 3D pe calculator.

## Publicații (selecție)
- Setona, M.; Müller, R.D.; Zahirovica, S.; Gaina, C.; Torsvik, T.; Shephard, G.; Talsma, A.; Gurnis, M.;  et al. (2012). „Global continental and ocean basin reconstructions since 200 Ma”. Earth-Science Reviews. Bibcode:2012ESRv..113..212S. doi:10.1016/j.earscirev.2012.03.002.
- Torsvik, Trond Helge; Steinberger, Bernhard; Gurnis, Michael; Gaina, Carmen (2010). „Plate tectonics and net lithosphere rotation over the past 150 My” (PDF). Earth and Planetary Science Letters. 291: 106–112. Bibcode:2010E&PSL.291..106T. doi:10.1016/j.epsl.2009.12.055. Arhivat din original (PDF) la 16 mai 2011. Accesat în 18 iunie 2010. Uses a moving hotspot frame after 100 Ma.
- Müller, R. Dietmar; Sdrolias, Maria; Gaina, Carmen; Steinberger, Bernhard; Heine, Christian (7 martie 2008). „Long-Term Sea-Level Fluctuations Driven by Ocean Basin Dynamics”. Science. 319 (5868): 1357–1362. Bibcode:2008Sci...319.1357M. doi:10.1126/science.1151540. PMID 18323446.
- Torsvik, Trond H.; Müller, R. Dietmar; Van Der Voo, Rob; Steinberger, Bernhard; Gaina, Carmen (2008). „Global plate motion  frames: Toward an unified model” (PDF). Reviews of Geophysics. 46 (RG3004): 44. Bibcode:2008RvGeo..46.3004T. doi:10.1029/2007RG000227.[nefuncțională]
- Whittaker, J.; Mueller, R. Dietmar; Sdrolias, M., Leitchenchov; G., Stagg, H.; Gaina, Carmen; Goncharov, A. (5 octombrie 2007). „Major Australian-Antarctic plate reorganization at Hawaiian-Emperor bend time”. Science. 318 (5847): 83–86. Bibcode:2007Sci...318...83W. doi:10.1126/science.1143769. PMID 17916729.
- Steinberger, Bernhard; Gaina, Carmen (2007). „Plate tectonic reconstructions predict part of Hawaiian hotspot track to be preserved in Bering Sea” (PDF). Geology. 35 (5): 407–410. Bibcode:2007Geo....35..407S. doi:10.1130/G23383A.1. Arhivat din original (PDF) la 23 iulie 2011.
- Gaina, Carmen; Müller, R. Dietmar; Brown, B.; Ishihara, T. and S. Ivanov (2007). „Breakup and early seafloor spreading between India and Antarctica” (PDF). Geophysical Journal International. 170: 151–169. Bibcode:2007GeoJI.170..151G. doi:10.1111/j.1365-246X.2007.03450.x. Arhivat din original (PDF) la 26 iulie 2011.
- Gaina, Carmen; Mueller, R. Dietmar (2007). „Cenozoic tectonic and depth/age evolution of the Indonesian gateway and associated back-arc basins” (PDF). Earth Science Reviews. 83 (3–4): 177. Bibcode:2007ESRv...83..177G. doi:10.1016/j.earscirev.2007.04.004. Arhivat din original (PDF) la 26 iulie 2011.
- Gaina, Carmen; R. Dietmar Müller; J.-Y. Royer; J. Stock; J. Hardebeck; P. Symonds (1998). „The tectonic history of the Tasman Sea: A puzzle with thirteen pieces” (PDF). Journal of Geophysical Research. 103: 12413–12433. Bibcode:1998JGR...10312413G. doi:10.1029/98JB00386. Arhivat din original (PDF) la 23 aprilie 2012. Accesat în 31 martie 2018.

## Legături externe
- „Animated simulation by the Geodynamics group at the Geological Survey of Norway illustrating the Indian plate moving through the Indian Ocean”. Centre for Geodynamics, Geological Survey of Norway. Arhivat din original la 23 iulie 2011.
- „Global plate reconstructions with velocity fields from 150 Ma to present in 10 Ma increments”. Centre for Geodynamics, Geological Survey of Norway. Arhivat din original la 23 iulie 2011. Accesat în 31 martie 2018.